# Degré
Degré ist eine französische Gemeinde mit 746 Einwohnern (Stand: 1. Januar 2022) im Département Sarthe in der Region Pays de la Loire. Sie gehört zum Arrondissement Mamers und zum Kanton Loué (bis 2015: Kanton Conlie). Die Einwohner werden Degréens genannt.

## Geographie
Degré liegt etwa zehn Kilometer nordwestlich von Le Mans. Umgeben wird Degré von den Nachbargemeinden Lavardin im Norden, Aigné im Osten und Nordosten, Chaufour-Notre-Dame im Süden, La Quinte im Westen sowie Cures im Nordwesten.
Durch die Gemeinde führt die Autoroute A81.

## Bevölkerungsentwicklung
| Jahr                      | 1962 | 1968 | 1975 | 1982 | 1990 | 1999 | 2006 | 2013 |
| Einwohner                 | 372  | 365  | 374  | 387  | 594  | 657  | 686  | 787  |
| Quelle: Cassini und INSEE |      |      |      |      |      |      |      |      |

## Sehenswürdigkeiten
- Kirche Saint-Martin aus dem 16. Jahrhundert

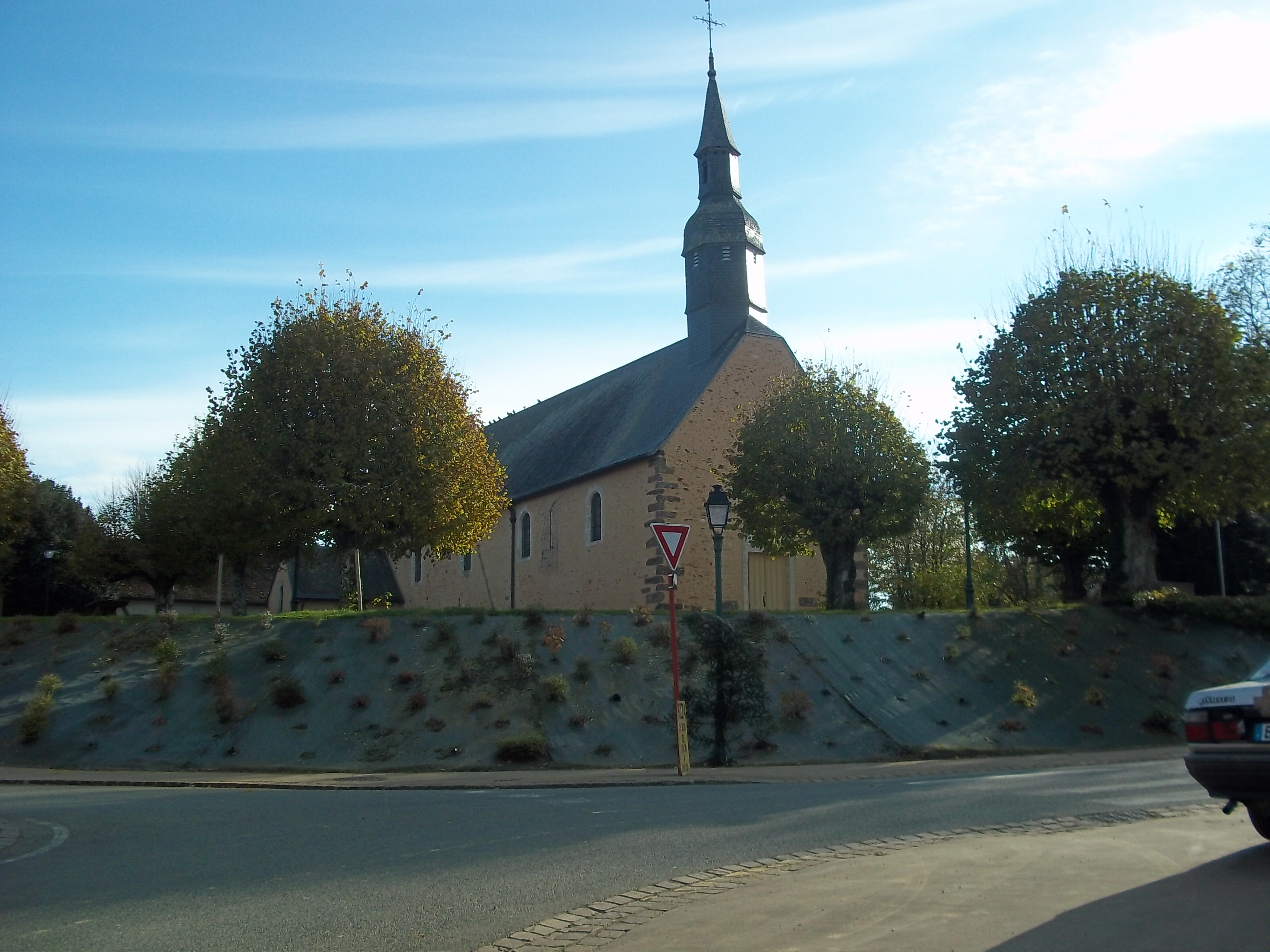
Kirche Saint-Martin